# La Croix-Saint-Leufroy
 La Croix-Saint-Leufroy  là một xã thuộc tỉnh Eure trong vùng Normandie miền bắc nước Pháp.